# Il suicida N. 359
 (juillet 2025).
Pour plus de détails, voir Fiche technique et Distribution.
Il suicida N. 359 est un film muet italien réalisé par Roberto Roberti, sorti en 1913.

## Fiche technique
- Titre : Il suicida N. 359
- Réalisation : Roberto Roberti
- Société de production : Aquila Films
- Pays de production :  Royaume d'Italie
- Langue : Italien
- Format : Noir et blanc — 35 mm — 1,33:1 — Son : Muet
- Date de sortie : 
  - Italie : 1913

## Distribution
- Antonietta Calderari
- Roberto Roberti
- Frederico Elvezi